# Michel-Katalog

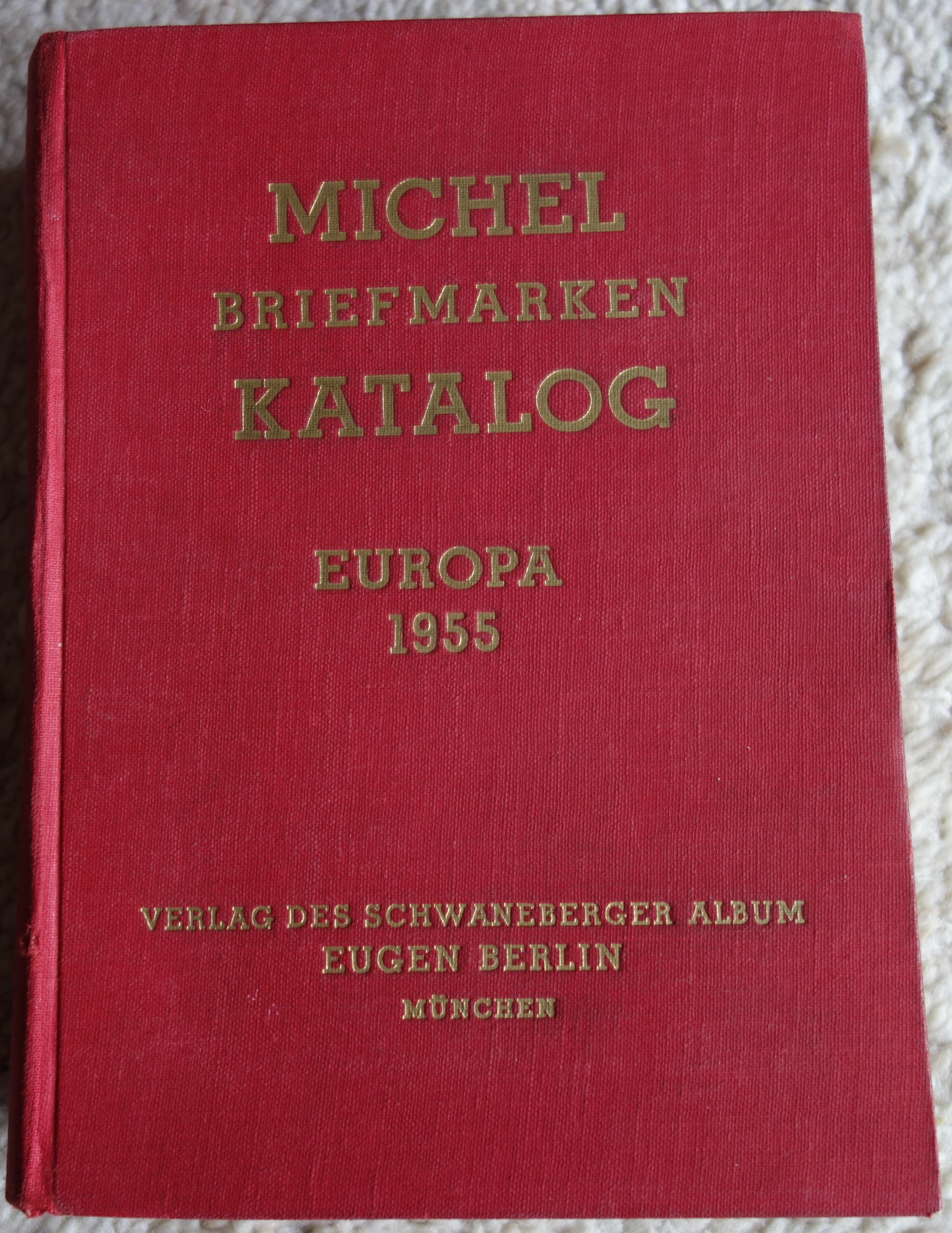
Michel Briefmarkenkatalog Europa von 1955 in Leinen gebunden

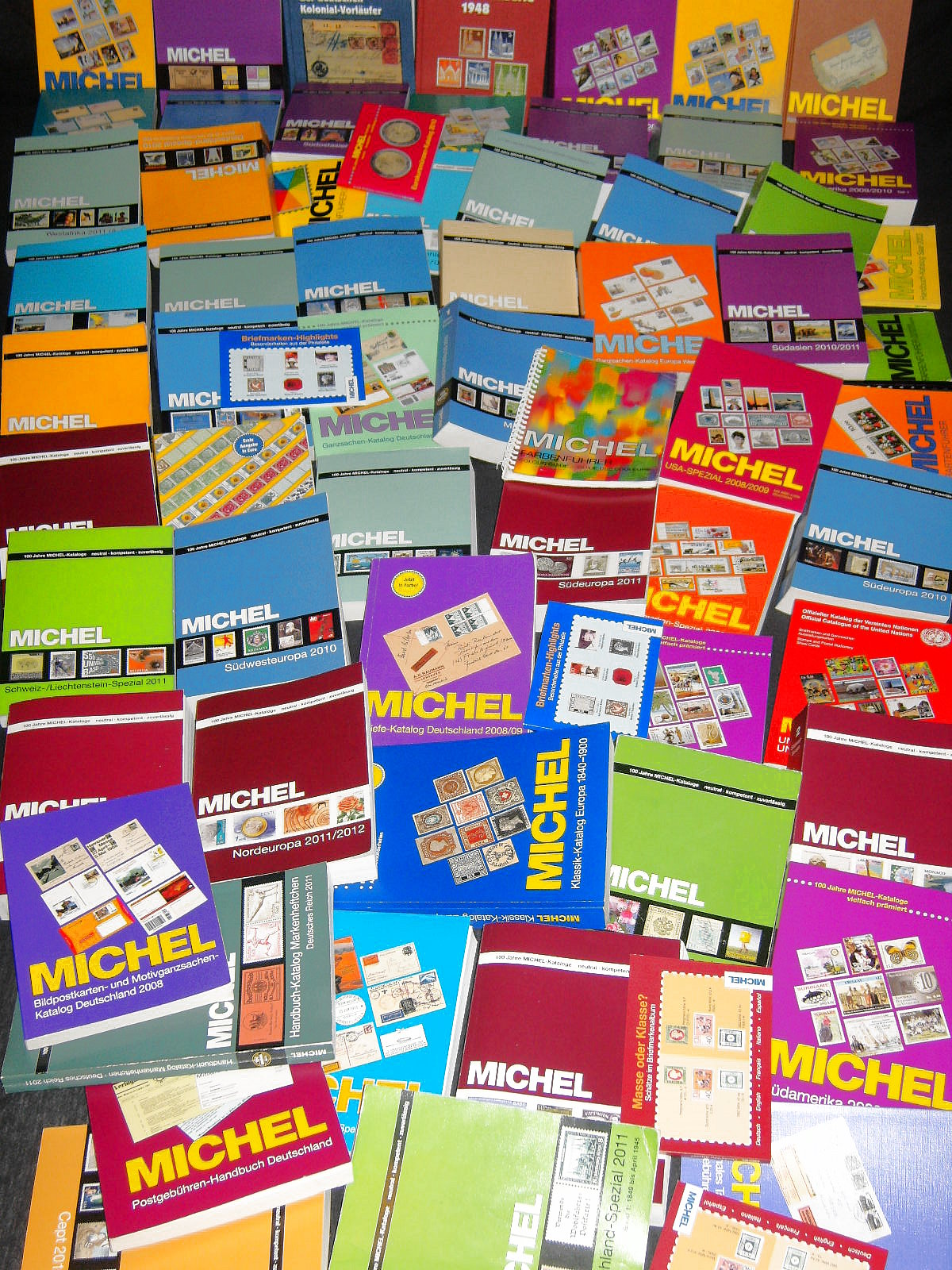
Einige Michel-Kataloge 2006–2011

Die Michel-Kataloge sind deutschsprachige Briefmarkenkataloge, die als Standardwerk unter Philatelisten gelten und aufgrund des hohen Detailgrads auch im fremdsprachigen Ausland sehr verbreitet sind. Neben Briefmarkenkatalogen erschienen auch Michel-Kataloge über Stempel, Ganzsachen, Briefe, Münzen und Telefonkarten.

## Geschichte
Die Michel-Kataloge sind aus den umfassenden Preislisten und Katalogen der 1906 eröffneten Briefmarkenhandlung Hugo Michel in Apolda (ab 1909 Weimar) hervorgegangen. Seit dem Verkauf der Rechte (1919) an den Leipziger Schwaneberger Verlag (heute in Germering bei München) erscheint der Michel als eigenständiges Katalogwerk, erstmals 1920 in den zwei Bänden Europa und Übersee. Seit dieser Zeit wächst die Zahl der Bände – analog zur weltweit wachsenden Briefmarkenproduktion – stetig. Der Schwaneberger Verlag erhielt 2019 eine der drei undotierten Auszeichnungen des Deutschen Verlagspreises.

## Briefmarkenkataloge

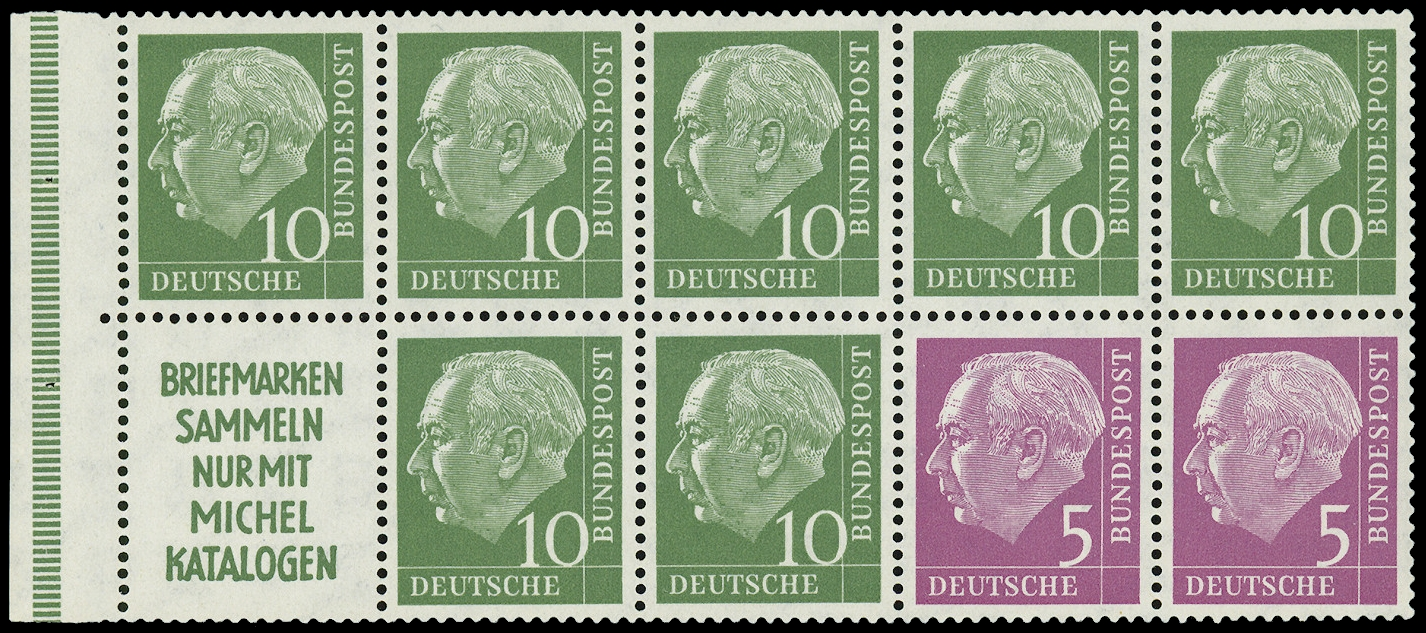
Werbung aus dem Jahre 1955 aus einem Briefmarkenheftchen der Deutschen Bundespost

Michel-Kataloge enthalten Angaben zu den amtlich, meist von staatlichen Postverwaltungen, ausgegebenen Briefmarken aller Länder der Erde. Dazu gehören auch Briefmarken, die von Ländern oder Gebieten ausgegeben werden, die vom Weltpostverein nicht anerkannt wurden, aber einen Postdienst unterhielten oder noch unterhalten. Briefmarken von privaten Postdiensten werden in separaten Katalogen gelistet.
Zur Ergänzung der Kataloge veröffentlicht der Schwaneberger Verlag monatlich die Michel-Rundschau, die Neuerscheinungen auflistet und bewertet sowie über Bewertungsänderungen älterer Briefmarkenausgaben informiert und einen ausführlichen Textteil mit aktuellen Informationen und fachlichen Beiträgen enthält.

## Bewertung (Michel-Wert)
Für jede Marke sind zwei Spalten vorgesehen, in postfrischer und gestempelter Erhaltung, im Fall der DDR gibt es noch eine Spalte für Gefälligkeitsabstempelungen, im Fall der Bundesrepublik nicht. Bei Briefmarken, die vor 1945 ausgegeben wurden, sind oft drei Spalten zu finden, für postfrisch (Gummierung unberührt, wie von der Post ausgegeben), ungebraucht (Marken, die rückseitig Falzreste tragen) und gebraucht. Vor allem in der Mitte des 19. Jahrhunderts wurde in einigen Postgebieten die Markenentwertung teilweise handschriftlich vorgenommen, hier wird die dritte Spalte auch für die Bewertung von Exemplaren mit sogenannter Federzugentwertung verwendet.
Kritisiert werden in Sammlerkreisen häufig die Preisnotierungen des Michel-Katalogs, die von Sammlern und Händlern als sogenannter „Michel-Wert“ auf dem Briefmarkenmarkt angegeben werden, da sie oft wesentlich über den durchschnittlichen Marktpreisen liegen. Die Michel-Notierungen ergeben sich angeblich aus dem Maximalpreis einer Briefmarke im Handel.
Für die Bewertung besonderer Abstempelungen, etwa Bedarfsstempel kleinerer Berliner Postämter im Sammelgebiet Berlin, eignet sich das Heranziehen des Katalogwerts nicht, da im Katalog die Briefmarke nur einmalig als gestempelt bewertet wird, ohne auf nähere Besonderheiten einzugehen. Für die Bewertung solcher Besonderheiten sind Spezialkataloge notwendig, die Michel jedoch in der notwendigen Tiefe der Darstellung nicht anbietet.

## Sortiment

### Deutschland-Kataloge
Neben dem Standardkatalog für Deutschland gibt es einen jährlich in zwei Bänden erscheinenden Spezialkatalog sowie einen speziell für junge Philatelisten bestimmten Juniorkatalog.

### Europa-Kataloge
Die Einteilung der Länder zu den Bänden hat sich mehrmals geändert, die Bezeichnung der Regionen folgt eigenen Regeln und entspricht nur bedingt den Begriffen: So ist Serbien unter Südeuropa,  Griechenland hingegen unter Südosteuropa zu finden.
Die Europakataloge (EK) waren 2018 in sieben Bände aufgeteilt:
- EK1 Mitteleuropa
- EK2 Südwesteuropa
- EK3 Südeuropa
- EK4 Südosteuropa
- EK5 Nordeuropa
- EK6 Westeuropa
- EK7 Osteuropa

Danach erfolgte wegen des stetig wachsenden Umfangs der Bände aufgrund der Katalogisierung zahlreicher Neuerscheinungen eine weitere Aufteilung auf nun 16 Bände (2021/22):
- E1 Alpenländer
- E2 Mitteleuropa
- E3 Westeuropa
- E4 Iberische Halbinsel
- E5 Apenninen-Halbinsel
- E6 Westlicher Balkan
- E7 Südlicher Balkan
- E8 Südosteuropa
- E9 Mittelmeerländer
- E10 Skandinavien
- E11 Baltikum und Finnland
- E12 Benelux
- E13 Britische Inseln
- E14 Kanalinseln und Man
- E15 Osteuropa
- E16 Russland und Sowjetunion

### Übersee-Kataloge
Diese Kataloge erscheinen etwa alle drei bis fünf Jahre, wobei laufend einzelne Bände neu bearbeitet und herausgegeben werden. 2018 sind zehn Bände erhältlich, die jeweils in zwei separat erhältlichen Teilbänden erscheinen.
Im Vergleich zu den Europa-Katalogen sind einige Vereinfachungen vorhanden. So sind grundsätzlich keine Auflagenzahlen angeführt. Bei einzelnen Staaten (vor allem solchen, wo beim Großteil der Ausgaben eine tatsächliche postalische Verwendung fraglich ist) ist bei Briefmarkensätzen oft nur ein Wert abgebildet. Bei einigen wenigen Ländern wird auf eine Abbildung gänzlich verzichtet.
- ÜK1 Teil 1 Nordamerika
- ÜK1 Teil 2 Mittelamerika
- ÜK2 Teil 1 Karibische Inseln (A–J)
- ÜK2 Teil 2 Karibische Inseln (K–Z)
- ÜK3 Teil 1 Südamerika (A–J)
- ÜK3 Teil 2 Südamerika (K–Z)
- ÜK4 Teil 1 Nordafrika
- ÜK4 Teil 2 Ostafrika
- ÜK5 Teil 1 Westafrika (A–G)
- ÜK5 Teil 2 Westafrika (H–Z)
- ÜK6 Teil 1 Zentralafrika
- ÜK6 Teil 2 Südafrika
- ÜK7 Teil 1 Australien/Ozeanien/Antarktis (A–M)
- ÜK7 Teil 2 Australien/Ozeanien/Antarktis (N–Z)
- ÜK8 Teil 1 Südasien
- ÜK8 Teil 2 Südostasien
- ÜK9 Teil 1 China
- ÜK9 Teil 2 Japan/Korea/Mongolei/Georgien/GUS in Asien
- ÜK10 Teil 1 Nordarabien und Iran
- ÜK10 Teil 2 Süd- und Zentralarabien

### Spezial-Kataloge
Neben den vorgenannten Standardkatalogen gibt es noch eine große Anzahl von länderspezifischen Spezialkatalogen, in denen einzelne Sammelgebiete ausführlicher katalogisiert werden. So werden hier ergänzende Angaben zu Abarten, Besonderheiten bei Zähnungen und Wasserzeichen, beim Postverkauf durchgerutschte Exemplare mit Fehlern bei Druck und Zähnung oder die Katalogisierung von Ersttagstempeln und Ersttagsbriefen vorgenommen. Häufig werden auch Bewertungen für komplette Postsendungen mit unterschiedlichen Frankaturen der jeweiligen Ausgaben (Ganzstücke) aufgeführt. Spezialkataloge für Deutschland (2 Bände), Österreich sowie die Schweiz und Liechtenstein erscheinen jährlich, andere werden in unregelmäßigen Abständen veröffentlicht.

### Motiv-Kataloge
Es werden auch spezielle Kataloge, die Briefmarken zu einem bestimmten Themengebiet enthalten, herausgegeben. Motiv-Themen können zum Beispiel Vögel, Eisenbahnen, Schiffe und so weiter sein. Die Qualität der Auswahl wird aber oftmals stark kritisiert.

### Kataloge in Fremdsprachen
Einige Kataloge werden, entweder zusätzlich zur deutschen Fassung oder parallel zweisprachig, auch in englischer Sprache angeboten.

## Online
Unter dem Label Michelsoft sind die Daten einiger Sammelgebiete auch in Form eines Software-Kataloges auf CD verfügbar. Die Ausgabe Michelsoft Europa (Bände 1 bis 7) wurde aber seit 2019 nicht mehr aktualisiert. Der Verlag gibt an, bis auf Weiteres keine Aktualisierungen mehr zur Verfügung stellen zu können.
Seit 2003 steht ein kostenpflichtiger Online-Briefmarkenkatalog mit inzwischen fast allen etwa 850.000 Briefmarken (Stand: Mai 2022) der ganzen Welt zur Verfügung. Dazu gibt es über 2 Millionen Preisnotierungen und über 450.000 hochauflösende Briefmarkenabbildungen. Den Online-Katalog gibt es in drei unterschiedlichen Angeboten (Standard, Premium und Plus) jeweils im Jahresabonnement. Ebenfalls ist ein Online-Katalog zum Thema Münzen mit etwa 1500 Eintragungen deutscher Münzen ab 1871 verfügbar. Es sind dabei grundsätzlich nur die Daten der Standardkataloge enthalten. Die Daten werden wöchentlich aktualisiert.
Seit dem 12. Oktober 2009 betreibt der Verlag die MICHEL-Community mit Foren, Blogs, einer Bildergalerie sowie einer Tauschbörse. Neben Benutzerinhalten werden auch redaktionelle Beiträge mit Aktuellem aus der Welt der Philatelie angeboten.